# Стихови Раванчанина I
Стихови Раванчанина I су дело средњовековне српске књижевности из друге половине 16. века.
Аутор је један од тројице Раваничана који су прославили кнеза Лазара у стиху и у прози. Вероватно их је писао одмах после преноса Лазаревих моштију са Косова (1390/91.). У Служби кнежевој доноси и стихове са молбом да кнез својим јадним Србима обеэбеди „вечновати в тишине“ (вечни мир). Није то било могуће, ни тада ни више векова доцније, али се то наметало као насушна потреба. Стихови си исписани из крушедолског рукописа, који је сада у Црквеном музеју, у Патријаршији у Београду. Потиче из друге половине 16. века, а преписан је из неког београдског рукописа, који је постао у доба деспота Стефана Лазаревића.
Стихове је запазио јеромонах Александар Андрејевић, „постригом Пећанин“, и унео их 1736. године у свој рукопис „Последованије стихологији през васе лето, славе и тропари и кондаци полијелеји“. Одатле је „Песме свецима Србима“, па и стихове („Светому и славному кнезу Лазару"), објавио Стојан Новаковић у својим познатим „Примерима књижевности и језика старога и српско-словенскога“. Код Александра су стихови у србуљском облику последње фазе, а у штампаним Србљацима пренети су у црквено-словенску рецензију и при томе су учињене мале измене у тексту.
ВЕЧНОВАТИ В ТИШИНЕ (У ТИШИНИ)

Кто тебе не ублажит1,

б'драго2 делатеља заповедеј божијих?

Или кто не похвалит

всекрасноје3 твоје житије?

С'брал бо4 јеси

јако5 же6 пчела љубодељнаја7

многоцветније добродетељи8,

будуштују9 славу,

иски10 земљнују изменити.
Око слепим,

нога хромим,

ж'зл11 старости,

всем12 всак13 бил јеси

милостивноју рукоју14.
Мученија же6 венцем

главу своју украсил јеси.
Христу богу предстојити15,

того16 слави17 наслаждаје ce18,

јему19 же6 и моли се,

молим20 те, Лазаре мудре21.
трудом твојим вечновати в тишине

и спасти се душам нашим.
(Раваничан. (1390/91. или одмах после те године)

1Прославља; 2бадрог, бодрог, срчаног; 3свекрасно; 4јер; 5као; 6а; 7трудољубива; 8врлине; 9будућу; 10иштући — у штампаним Србљацима: будушчују славу искиј приобрести, земнују изменив; 11жезл, штап; 12свима; 13свако — у штампаним Србљацима: всја; 14милостивном руком; 15стојиш пред (Христом); 16тога; 17славе; 18наслађујући се; 19њему; 20молимо; 21мудри.